# Gretchen Fraser
Gretchen Kunigk Fraser, ameriška alpska smučarka, * 11. februar 1919, Tacoma, Washington, ZDA, † 17. februar 1994, Sun Valley, Idaho, ZDA.
Gretchen Fraser je nastopila na Zimskih olimpijskih igrah 1948 v St. Moritzu, kjer je osvojila naslov olimpijske prvakinje v slalomu, podprvakinje v kombinaciji in trinajsto mesto v smuku. Z zmago je postava prva olimpijska prvakinja v slalomu, prva ameriška olimpijska prvakinja v alpskem smučanju in svetovna prvakinja, ker je olimpijska tekma štela tudi za svetovno prvenstvo.